# Tricella calcar
Tricella calcar là một loài ruồi trong họ Asilidae. Tricella calcar được Daniels miêu tả năm 1975. Loài này phân bố ở miền Australasia.